# Enkianthus
Enkianthus Lour. è un genere di cespugli o piccoli alberi della famiglia delle Ericacee.
È l'unico genere della sottofamiglia Enkianthoideae.

## Descrizione
Le specie del genere Enkianthus sono cespugli o piccoli alberi.

## Distribuzione e habitat
Le specie di questo genere sono presenti in Asia, nell'area delimitata a ovest dall'Himalaya orientale, a sud dall'Indocina, a nord e a est da Cina e Giappone.

## Tassonomia

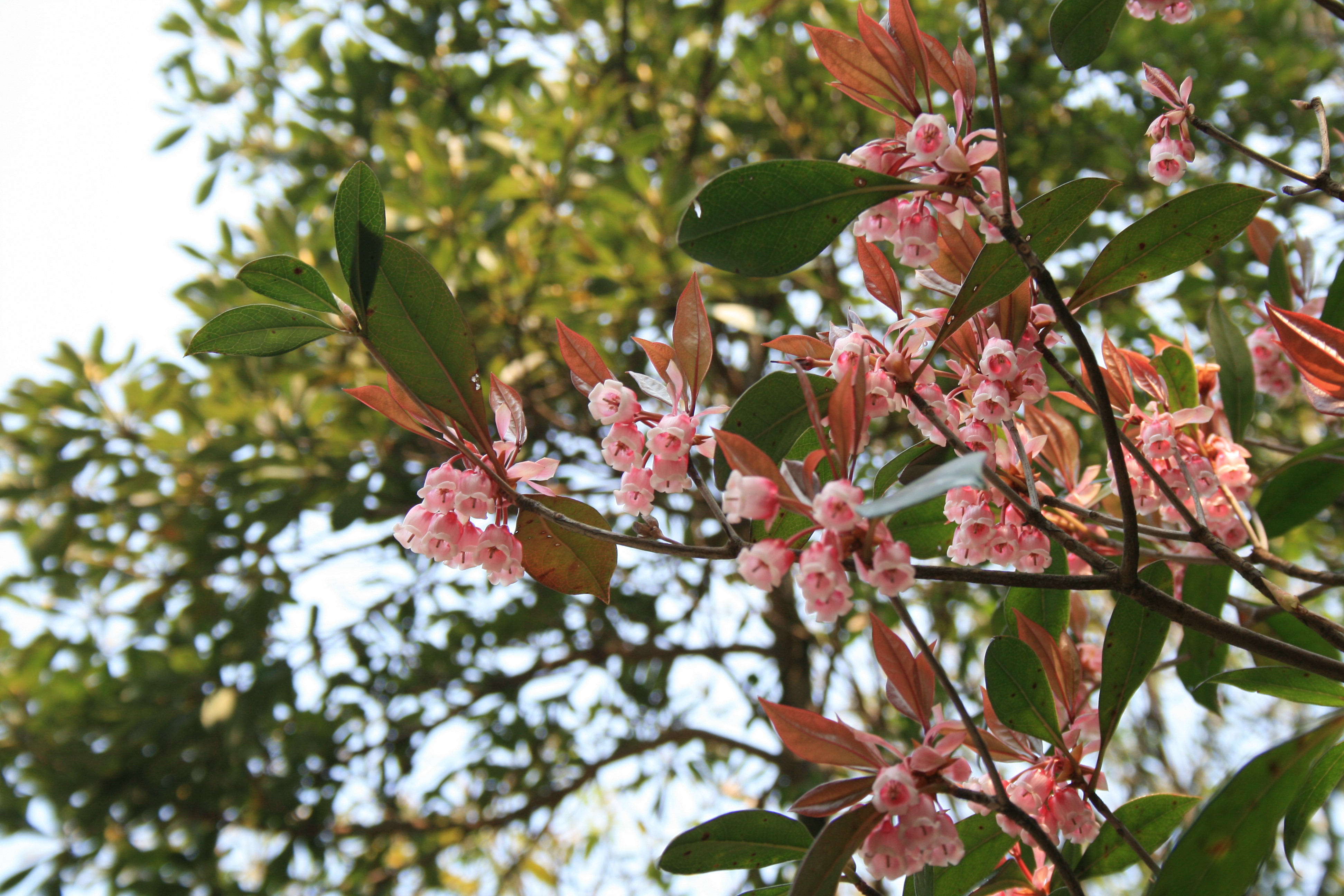
Enkianthus quinqueflorus

Il genere comprende le seguenti specie:
- Enkianthus campanulatus (Miq.) G.Nicholson
- Enkianthus cernuus (Siebold & Zucc.) Benth. & Hook.f. ex Makino
- Enkianthus chinensis Franch.
- Enkianthus deflexus (Griff.) C.K.Schneid.
- Enkianthus nudipes (Honda) Ueno
- Enkianthus pauciflorus E.H.Wilson
- Enkianthus perulatus (Miq.) C.K.Schneid.
- Enkianthus quinqueflorus Lour.
- Enkianthus ruber Dop
- Enkianthus serotina Chun & W.P.Fang
- Enkianthus serrulatus (E.H.Wilson) C.K.Schneid.
- Enkianthus sikokianus (Palib.) Ohwi
- Enkianthus subsessilis (Miq.) Makino